# Spinadesco
Spinadesco (Spinadésch in dialetto cremonese) è un comune italiano di 1 460 abitanti della provincia di Cremona in Lombardia. È situato sulla riva settentrionale del Po, dove termina il fiume Adda.

## Storia

### Simboli
Lo stemma e il gonfalone sono stati concessi con DPR del 1º luglio 1952.
Stemma
Gonfalone

## Società

### Evoluzione demografica
Abitanti censiti